# Mina (minería)

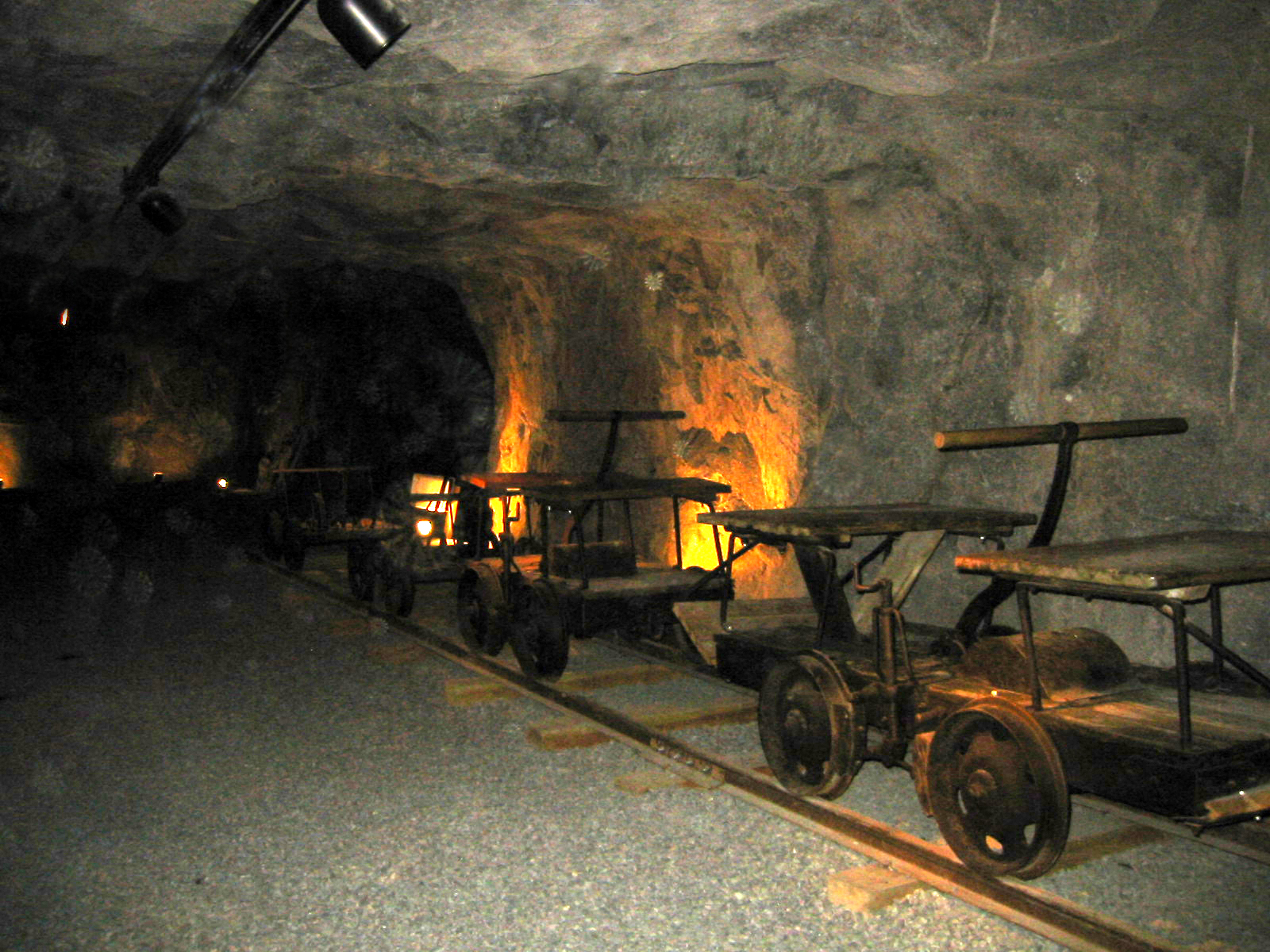
Interior de una mina subterránea.

Una mina es un yacimiento de materiales útiles para el ser humano tales como metales (oro, plata, cobre, hierro, etc.), piedras preciosas (diamantes, esmeraldas, zafiros, etc.), sal o combustibles (carbón, petróleo, gas natural).
Las minas también reciben el nombre de explotaciones mineras, o, simplemente, explotaciones. Los minerales se originan por procesos geológicos tanto internos (tectonismo y vulcanismo) que son extraídos del subsuelo, como externos (sedimentación) y son sacados de algunas cuevas o cavernas. La minería, es decir, el proceso de explotación de minas, es considerada una de las principales actividades económicas del mundo.

## Historia

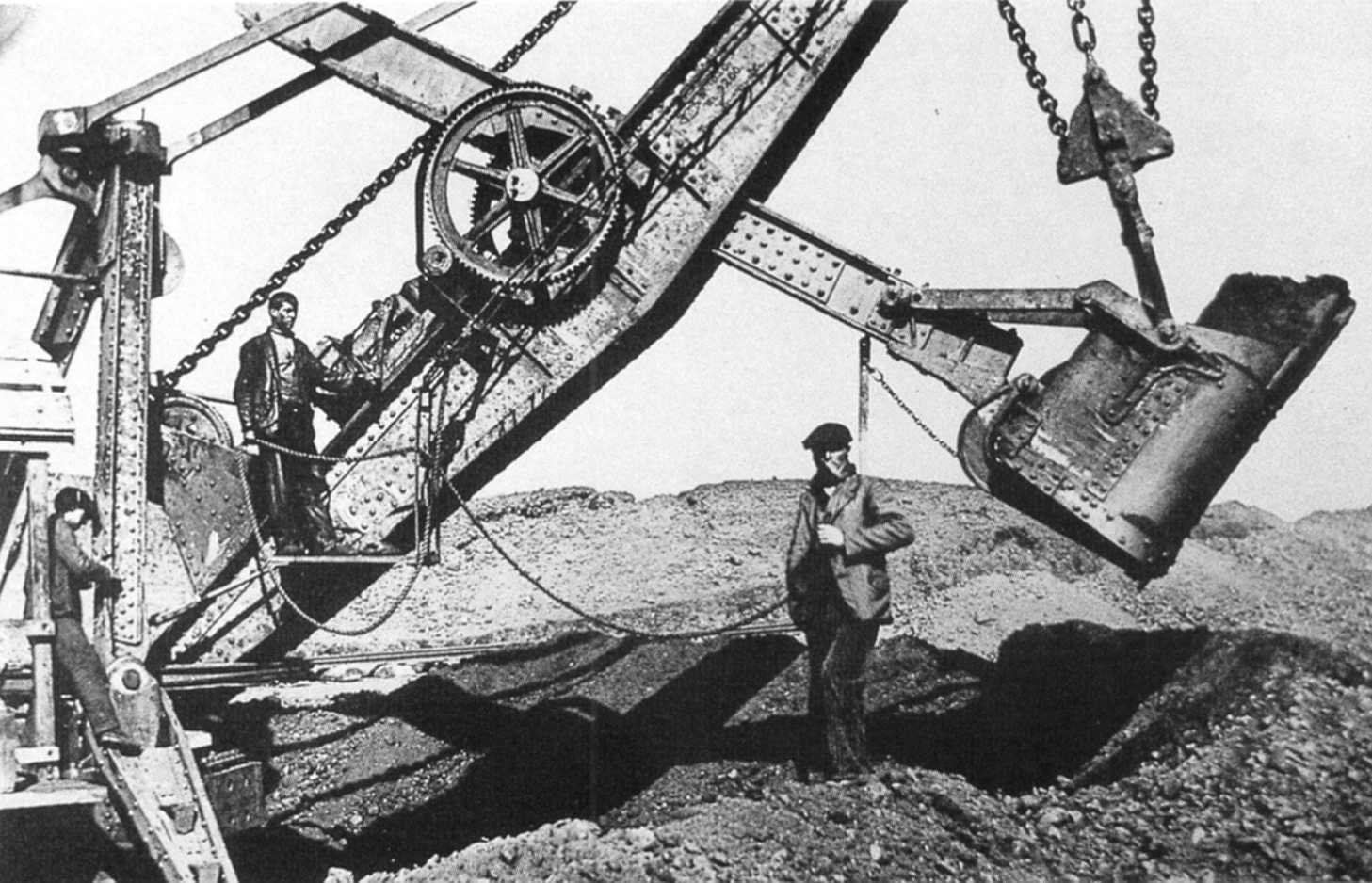
Antigua maquinaria excavadora que se empleaba en las minas de Riotinto.

La mina más antigua conocida en los registros arqueológicos es Lion Cave (Cueva del León), en Suazilandia. En ese lugar, datado hace 43.000 años, los hombres del Paleolítico excavaban en busca del mineral compuesto de hierro, la hematita, que extraían para producir un pigmento ocre. Otros sitios de similar antigüedad son donde los neanderthales habrían extraído el sílex para fabricar armas y herramientas que fueron encontradas en Hungría.
Otra operación minera antigua fue la de obtención de turquesa, por los egipcios (c. 3000  a.  C.) en Uadi Maghara, península de Sinaí. La turquesa también fue extraída en la América precolombina, en el distrito minero de Los Cerrillos en Nuevo México, donde una masa de roca de 60 m de profundidad y 90 m de ancho fue removida con herramientas de piedra; el contenido de la mina cubre 81.000 m².
La pólvora negra fue usada por primera vez en minería en un pozo de Banská Štiavnica, Eslovaquia, en 1627. En este mismo pueblo se estableció la primera academia de minería del mundo en 1599. La primera escuela de estudios de minas de España se creó en 1888 en Almadén (Ciudad Real), trasladándose y desarrollándose los estudios de ingenieros de minas en Madrid en 1835 y manteniendo en Almadén la Escuela de Capataces de Minas.

## Tipos de minas
Las minas pueden ser divididas siguiendo varios criterios. El más amplio tiene en cuenta si las labores se desarrollan por encima o por debajo de la superficie, dividiéndolas, respectivamente, en minas a cielo abierto y en minas subterráneas.

### Mina a cielo abierto

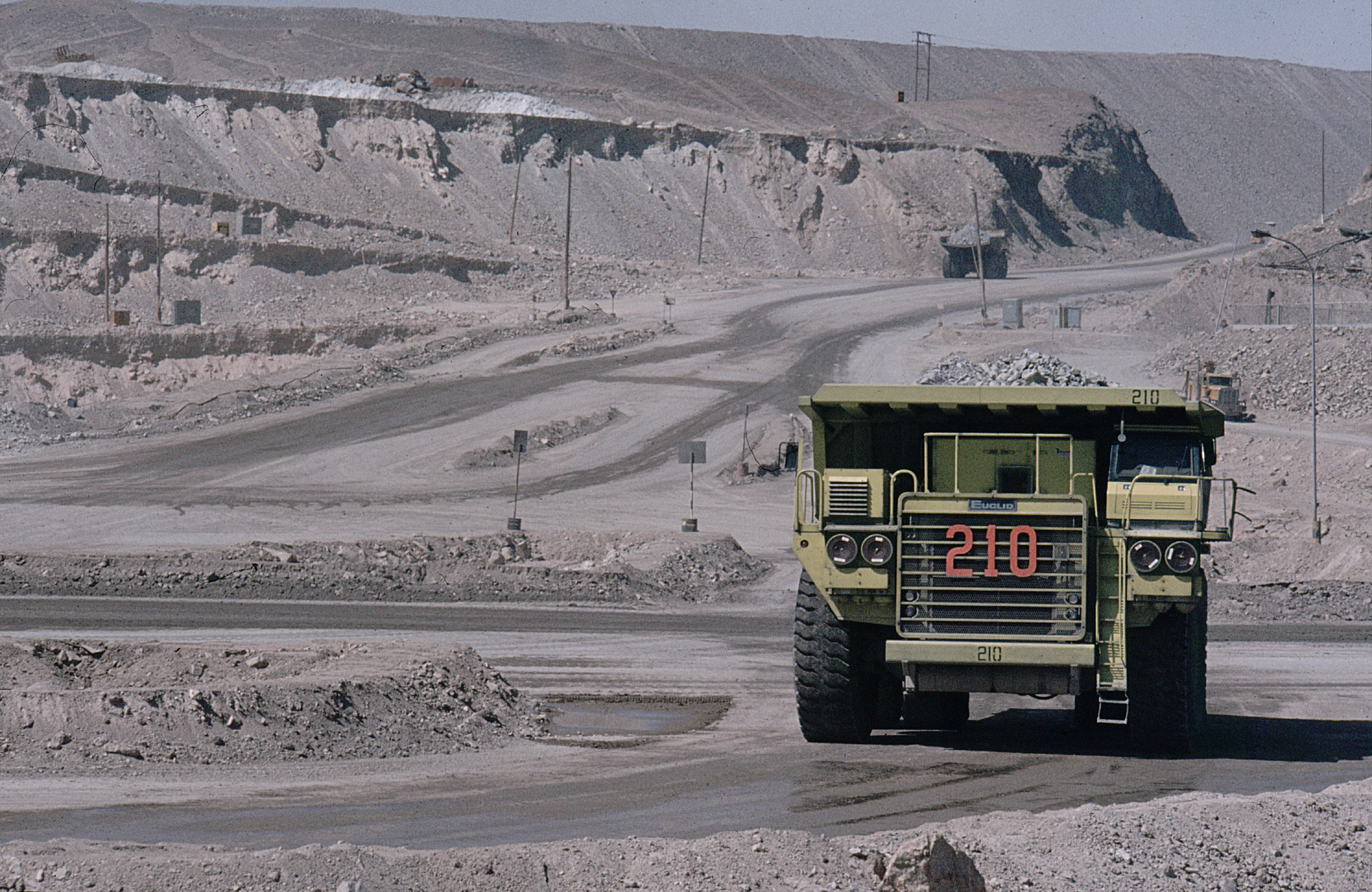
Chuquicamata, la mina a cielo abierto más grande del mundo.

Las minas a cielo abierto, o minas a tajo abierto, son aquellas cuyo proceso extractivo se realiza en la superficie del terreno, y con maquinarias mineras de gran tamaño. Como ejemplos de este tipo de minas se pueden citar algunos casos: Chuquicamata, La Escondida y Pascua Lama (Chile); Ernest Henry (Australia); Riotinto y Tharsis (España); Alumbrera-Pirquitas-Manantial Espejo (Argentina); el Cerrejón (Colombia). Esta última constituye la mayor explotación minera de este tipo en el mundo, con una extensión de 69.000 hectáreas y capacidad de producción de carbón que para 2007 se estimaba en 31,1 millones de toneladas métricas. Las labores características de este sistema de explotación son los: bancos, bermas, pista, talud final, talud de trabajo, plaza, corta, etc.

### Mina subterránea
La minería subterránea, desarrolla su actividad por debajo de la superficie a través de labores subterráneas. En términos comparativos, la maquinaria que se usa en la minería subterránea es mucho más pequeña que la que se utiliza a cielo abierto, debido a las limitaciones que impone el tamaño de las galerías y demás labores mineras. Las labores características de este sistema de explotación son: túneles, cavernas, bocamina o emboquille, cuartel, galería, pozo, chimenea, etc. Existen distintos métodos de explotación que se dividen en soportados por pilares, soportado por relleno y de hundimiento. La mina subterránea más grande del mundo es la mina El Teniente en Chile (130 ktpd), con más de 3.000 km de túneles.

### Comparación
En la minería a cielo abierto o a tajo abierto los costes de arranque, excavación y transporte son menores, debido a la posibilidad de emplear maquinaria de mayor tamaño; permite mayor recuperación de las capas, venas o filones; no es necesaria la ventilación, ni el alumbrado, ni el sostenimiento artificial; permite utilizar explosivos de cualquier tipo y las condiciones de seguridad e higiene en el trabajo son mucho mejores.[cita requerida]
Por el contrario, requiere una mayor inversión inicial en equipamiento y maquinaria; es necesario ocupar grandes extensiones de terreno y las condiciones de trabajo son a la intemperie. Además produce un importante impacto visual y medioambiental (polvo, ruido, etc.) en la zona en la que se desarrolla, lo cual lleva a un importante rechazo social a su implantación e incluso al cierre de las existentes.[cita requerida]
La cantidad de minas alrededor del mundo es inexacta, mucho menos el porcentaje que tiene cada país, sin embargo, se estima que el porcentaje por tipo de mina alrededor del mundo es de 45% Subterráneas y 55% a Cielo abierto. Únicamente nos basamos el número de minas, ya que si se habla de la producción por tipo de minas, se tienen menos datos. La distribución por país es la siguiente:[cita requerida]
1. Australia 35% Subterránea, 65% Cielo abierto
2. China 40% Subterránea, 60% Cielo abierto
3. Chile 35% Subterránea, 65% Cielo abierto
4. Brasil 38% Subterránea, 62% Cielo abierto
5. Perú 47% Subterránea, 53% Cielo abierto
6. Rusia 30% Subterránea, 70% Cielo abierto
7. Canadá 41% Subterránea, 59% Cielo abierto
8. EE. UU. 44% Subterránea, 56% Cielo abierto
9. México 45% Subterránea, 55% Cielo abierto
10. Sudáfrica 42% Subterránea, 58% Cielo abierto
11. Indonesia 51% Subterránea, 49% Cielo abierto
12. India 47% Subterránea, 53% Cielo abierto
13. Colombia 46% Subterránea, 54% Cielo abierto
14. Uzbekistán 48% Subterránea, 52% Cielo abierto
15. Filipinas 38% Subterránea, 62% Cielo abierto

## Funcionamiento
Las operaciones básicas en cualquier tipo de mina son tres: arranque (tumbe), carga (rezagado) y transporte (acarreo).

### Arranque (Tumbe)

El pico y la maza, símbolo de la minería.

Por arranque se entiende el conjunto de operaciones necesarias para separar la roca del macizo rocoso donde se encuentra. En la mayoría de las ocasiones es necesario, además, romper la roca en trozos suficientemente pequeños para facilitar los procesos posteriores (carga y transporte).
El arranque se realiza de tres maneras: con herramientas, con máquinas y con explosivos. Los dos primeros métodos sólo son rentables cuando las rocas a explotar son relativamente blandas, tales como el carbón o los fosfatos. Cuando las rocas son duras es necesario acudir al arranque mediante explosivos. En el caso de las rocas ornamentales (mármol, granitos, pizarras...) empleadas en arquitectura y construcción se utilizan herramientas de corte de diamante y voladuras muy cuidadosas con muy poca cantidad de explosivo.
El arranque con herramientas es el más antiguo y el menos rentable, económicamente hablando. En las minas de cobre de Texeo (en Riosa, Asturias, España), de hace aproximadamente 4. 500 años, los 'mineros' utilizaban como herramienta cuernos de cabra para arrancar el mineral. Actualmente se emplea el martillo (hidráulico o neumático) y el zapapico como herramientas manuales..
Antes de la mecanización de las minas, el arranque se efectuaba con picos, mazas, barrenas, punterolas, cuñas y con martillos picadores.
Las máquinas que se utilizan para el arranque son:
En minería subterránea:
- Minador
- Rozadora
- Cepillo
- Scrapper

En minería a cielo abierto:
- Dragalina
- Pala excavadora
- Rotopala
- Mototraílla
- Bulldozer

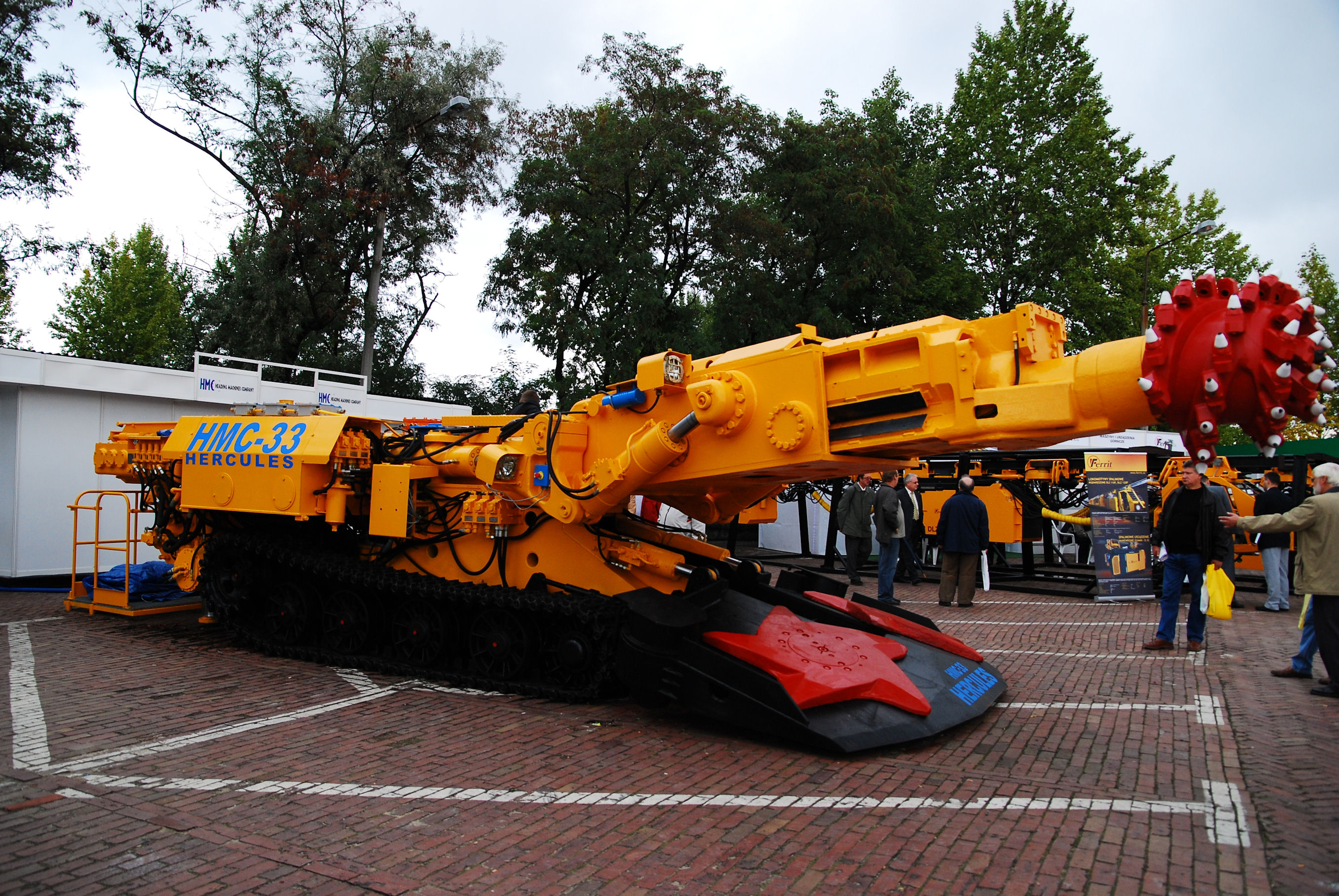
Minador HMC-33.

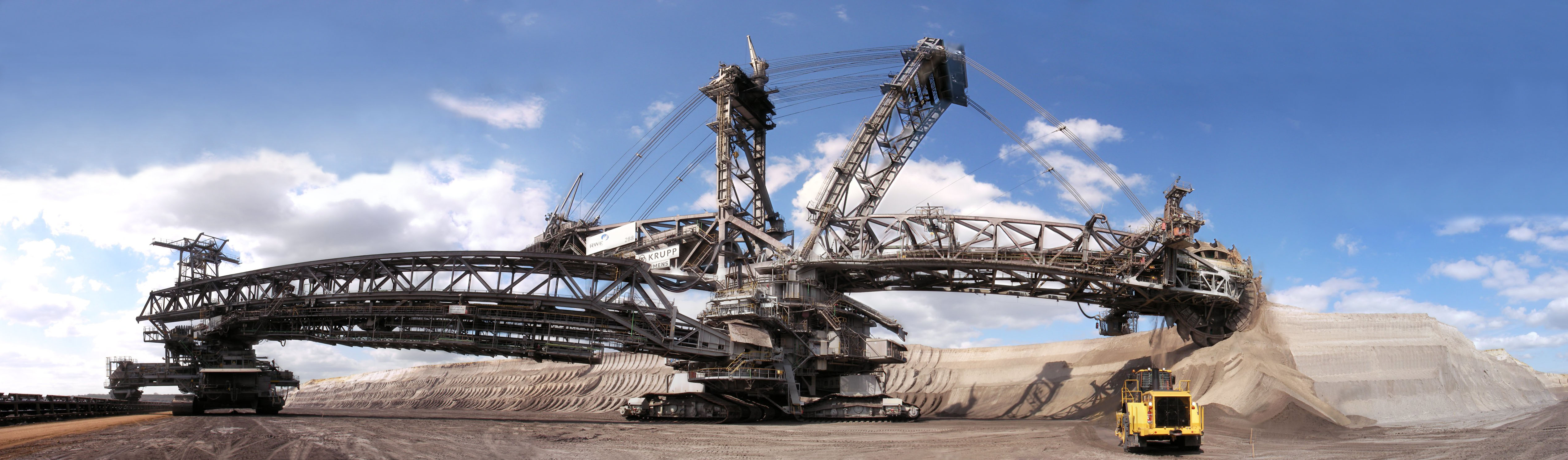
Rotopala Bagger 288.

En general, estás máquinas arrancan la roca utilizando elementos móviles cortantes: picas, rodetes, cuchillas o discos.
El arranque mediante explosivos es el más utilizado. Para poder cargar el explosivo, se requiere hacer barrenos o agujeros en la roca y distribuirlos de tal manera que a cada barreno se le de una secuencia de detonación y vaya dando salida uno en secuencia de otro. Generalmente para hacer dichos barrenos se utilizan máquinas neumáticas conocidas como Stoppers, Máquinas de pierna, Jumbos Neumáticos, y va en aumento el uso de equipos electrohidráulicos tales como Jumbos, Simbas, Equipos de barrenación Larga, etc. Para realizar el arranque o tumbe de la roca se utilizan las voladuras.

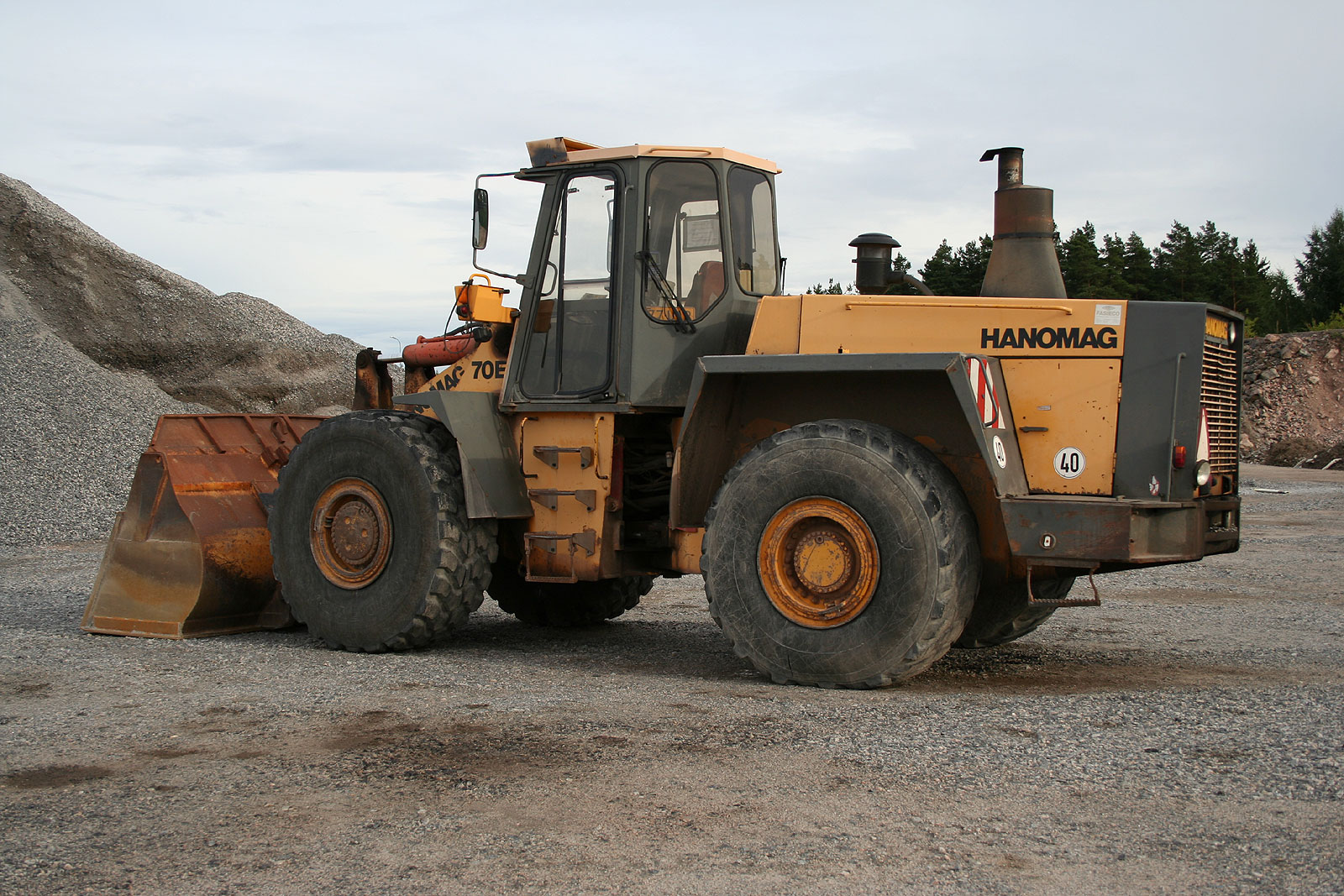
Pala cargadora de tipo frontal, sobre neumáticos.

### Carga (Rezagado)
Por carga se entiende la recogida de la roca arrancada del suelo, y su traslado hasta un medio de transporte. En el arranque mediante maquinaria esta operación se realiza a la vez que el arranque. Así, por ejemplo, una pala excavadora utiliza su cazo para arrancar y cargar.
En las primeras minas la carga se realizaba a mano, con la ayuda de palas.
Las máquinas más usadas para realizar la carga son las palas cargadoras, para el exterior y Scoop Tram o palas de bajo perfil para las subterráneas.
Un caso especial de carga es cuando se dispone físicamente el medio de transporte debajo del mineral a arrancar. En este caso la carga se realiza con ayuda de la gravedad.  Un método como este se aplica en minería subterránea cuando el nivel de explotación (de donde se extrae el mineral) está sobre el nivel de transporte.

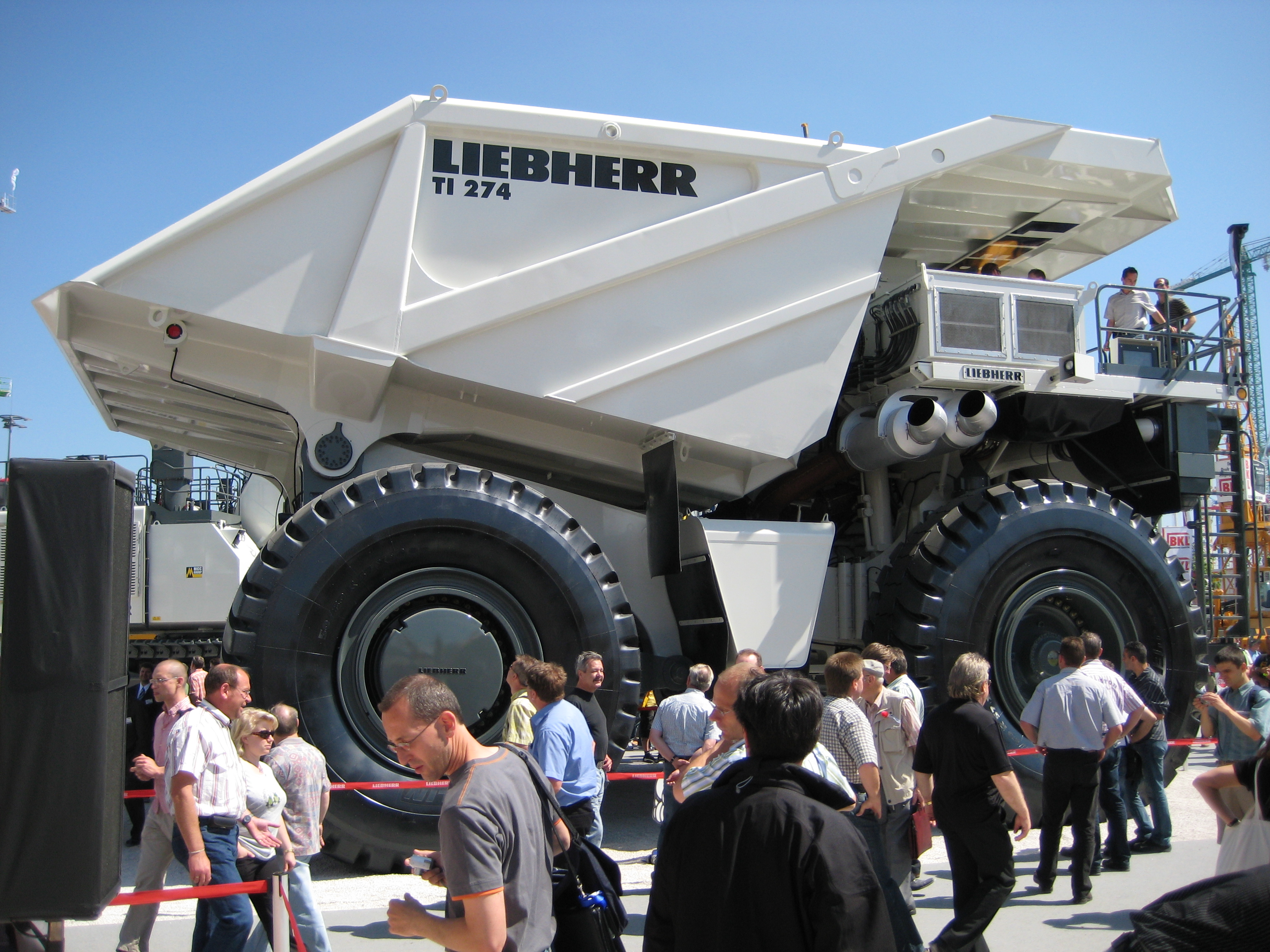
Camión de mina a cielo abierto.

### Transporte (Acarreo)
El transporte es la operación por la que se traslada el mineral arrancado hasta el exterior de la mina.
El transporte dentro de una mina puede ser continuo, discontinuo o una mezcla de ambos. El transporte continuo utiliza medios de transporte que están continuamente en funcionamiento. Dentro de este tipo de transporte se utilizan cintas transportadoras, transportadores blindados y el transporte por gravedad, en pozos y chimeneas.
En el transporte discontinuo los medios de transporte realizan un movimiento alternativo entre el punto de carga y el de descarga. En este grupo se utiliza el ferrocarril y los camiones.
Dentro de las minas subterráneas se distingue, además, entre el arrastre y la extracción. Por arrastre se entiende el transporte por las labores situadas, aproximadamente, a la misma cota. Y por extracción el transporte vertical que tiene por objeto situar el mineral en la superficie.